# Catenaria sphaerocarpa
Catenaria sphaerocarpa är en svampart som beskrevs av Karling 1938. Catenaria sphaerocarpa ingår i släktet Catenaria och familjen Catenariaceae.   Inga underarter finns listade i Catalogue of Life.